# Международный день девочек
Международный день девочек (англ. International Day of the Girl Child) — день, посвящённый специфическим проблемам и угрозам, которым подвергаются дети женского пола, отмечающийся 11 октября, провозглашён ООН в 2011 году. Эта дата была выбрана, чтобы обратить внимание на социальные проблемы и неравенство, испытываемые девочками во всём мире, связанные непосредственно с отношением окружающего общества к женскому полу. В их число входят возможности получения образования, полноценного питания, медицинского обслуживания, социальные права, защита от дискриминации, насилия и принудительного замужества в детском возрасте.
Инициатива по принятию резолюции на введение Международного дня девочек была выдвинута со стороны Канады на Генеральной Ассамблее ООН. Продвижением резолюции занималась канадский министр по делам женщин Рона Эмброуз. 10 декабря 2011 года Генеральная Ассамблея ООН провела голосование по принятию Международного дня девочек, начиная с 11 октября 2012 года.